# Micro-région de Hódmezővásárhely
La micro-région de Hódmezővásárhely (en hongrois : hódmezővásárhelyi kistérség) est une micro-région statistique hongroise rassemblant plusieurs localités autour de Hódmezővásárhely.